# گلب پیسارفسکی
گلب پیسارفسکی (روسی: Глеб Олегович Писаревский؛ زادهٔ ۲۸ ژوئن ۱۹۷۶) وزنه‌بردار اهل روسیه است.
وی در مسابقات کشوری و بین‌المللی در مجموع برندهٔ ۱ مدال نقره، ۱ مدال برنز شده‌است.